# Melusinella rugifrons
Melusinella rugifrons är en insektsart som beskrevs av Berg. Melusinella rugifrons ingår i släktet Melusinella och familjen hornstritar. Inga underarter finns listade i Catalogue of Life.